# Diócesis de Soissons
La diócesis de Soissons (en latín: Dioecesis Suessionensis y en francés: Diocèse de Soissons, Laon et Saint-Quentin) es una circunscripción eclesiástica de la Iglesia católica en Francia. Se trata de una diócesis latina, sufragánea de la arquidiócesis de Reims. Desde el 30 de octubre de 2015 su obispo es Renauld de Dinechin. Desde el 13 de junio de 1828 los obispos portan el título de obispos de Laón (en latín: Laudunensis) y desde el 11 de junio de 1901 también el de San Quintín (en latín: Sanquintinensis).

## Territorio y organización

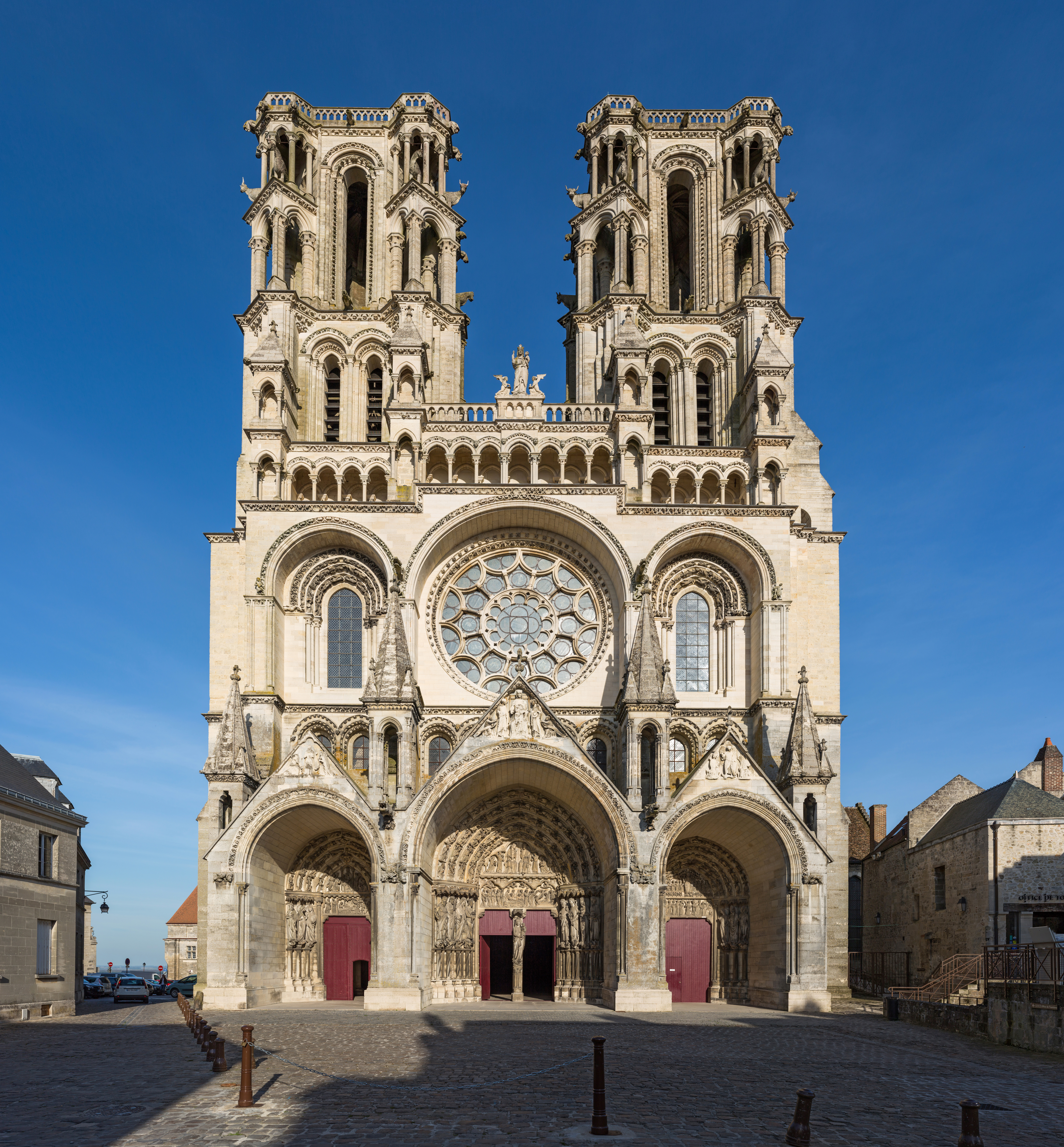
Excatedral de Nuestra Señora, en Laón

La diócesis tiene 7361 km² y extiende su jurisdicción sobre los fieles católicos de rito latino residentes en el departamento de Aisne en la región de Alta Francia.  

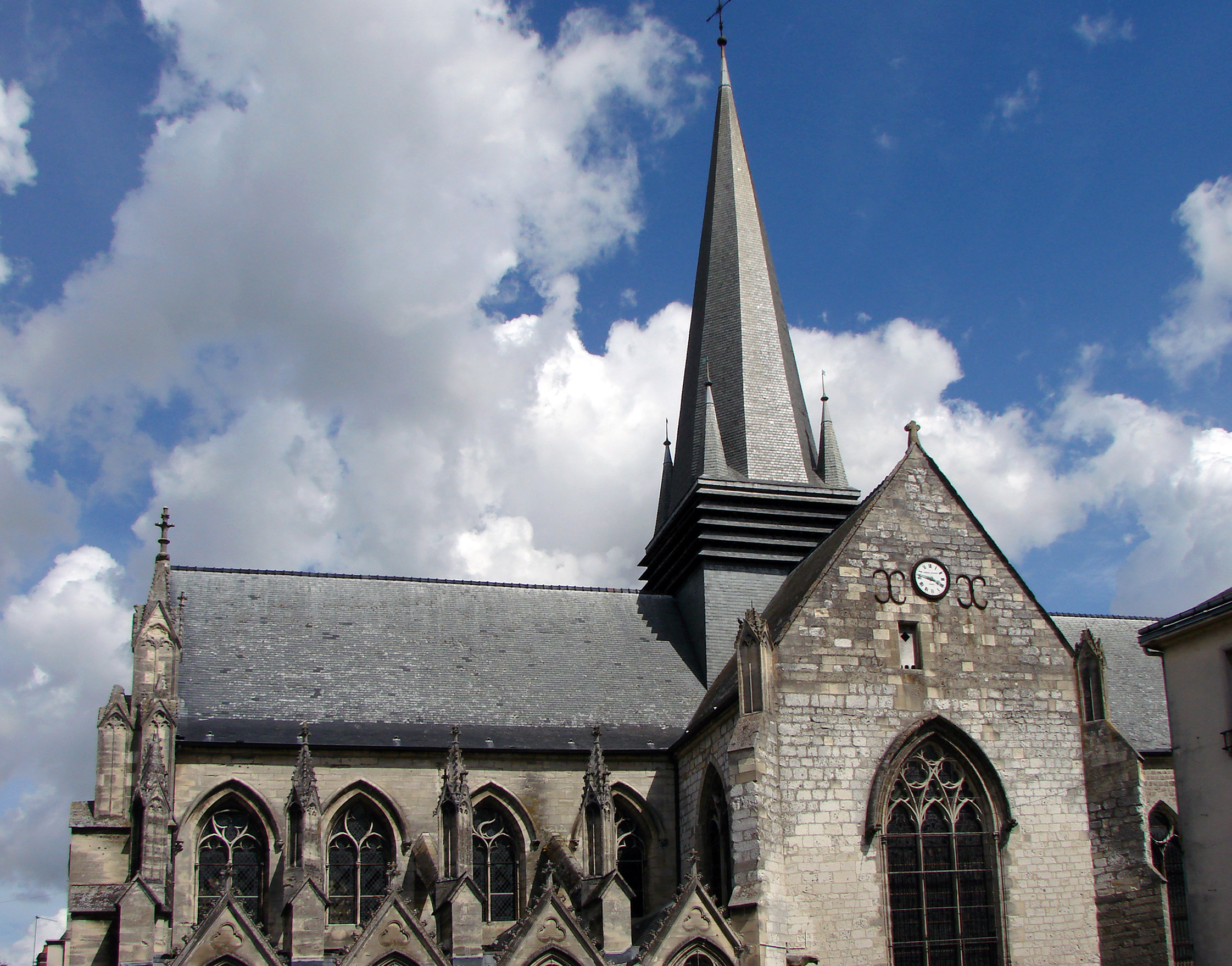
Basílica de Nuestra Señora, en Liesse-Notre-Dame

La sede de la diócesis se encuentra en la ciudad de Soissons, en donde se halla la Catedral de San Gervasio y San Protasio. En Laón se halla la excatedral de Nuestra Señora, en Liesse-Notre-Dame la basílica de Nuestra Señora y en San Quintín la basílica de San Quintín.

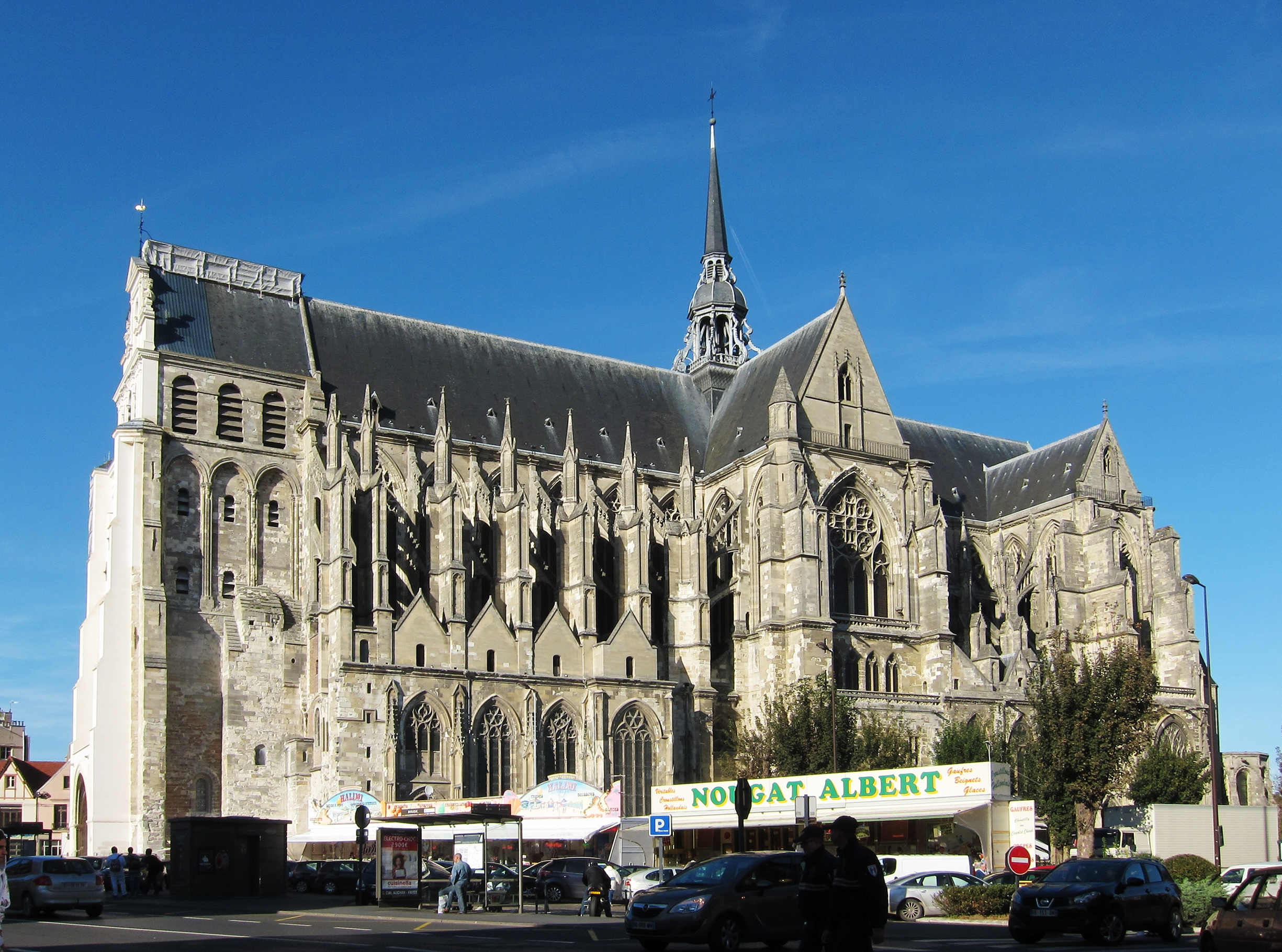
Basílica de San Quintín, en San Quintín

En 2022 en la diócesis existían 41 parroquias agrupadas en 6 zonas pastorales, que corresponden a los distritos del departamento: Thiérache, San Quintino, Laon, Chauny, Soissons y Château-Thierry.

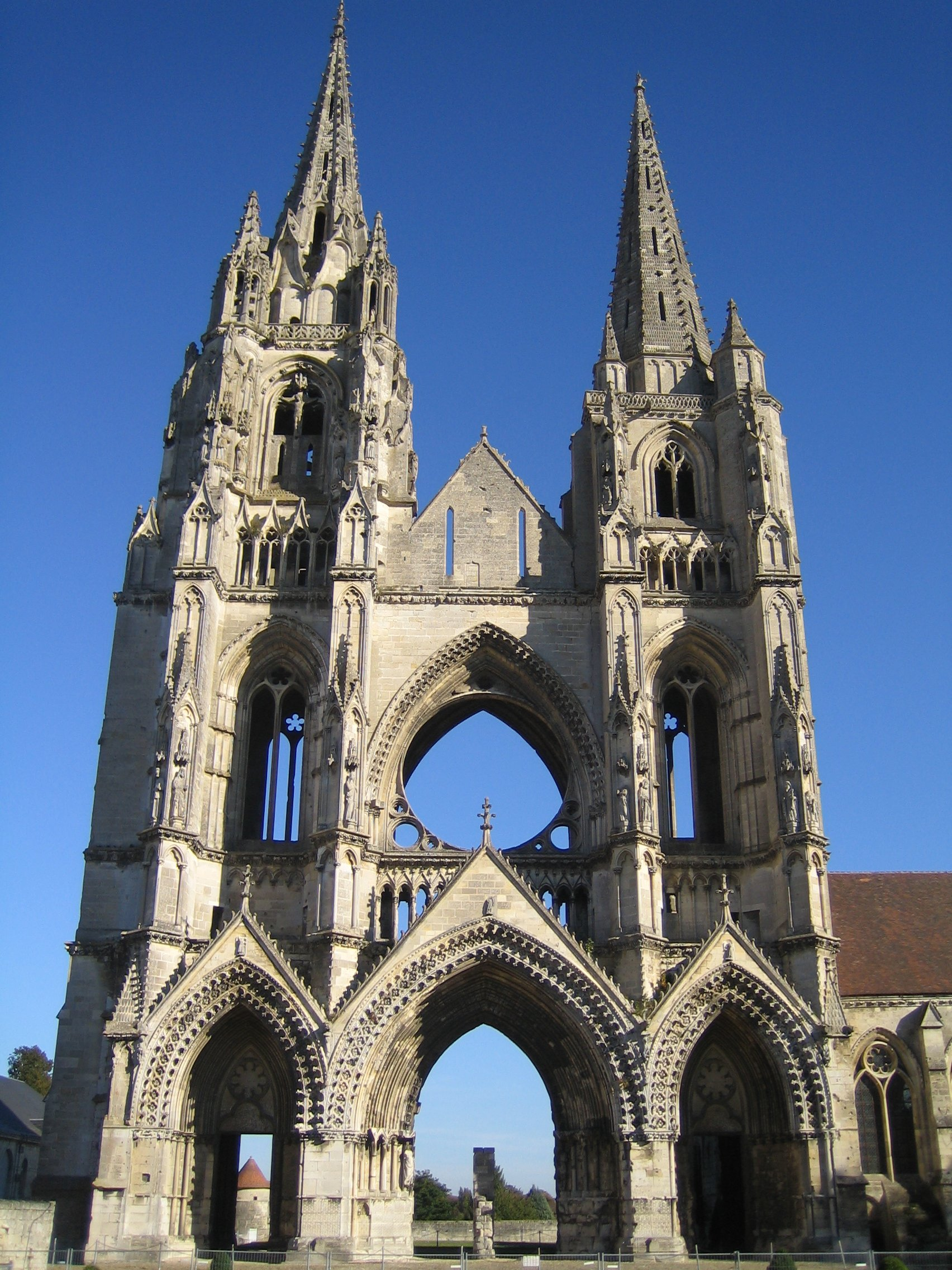
Restos de la fachada de la iglesia abacial de Saint-Jean-des-Vignes, fundada en el, confiscada, vendida y parcialmente demolida durante la Revolución francesa

## Historia
La diócesis está atestiguada hacia finales del siglo III por el obispo Diviciano, que según la tradición era sobrino de los santos Sixto y Sinicio, fundadores de la Iglesia de Reims y primeros evangelizadores del territorio de los suesiones. Una tradición reconocida por los bolandistas atribuye el descubrimiento de los restos de los primeros mártires de Soissons, Crepino y Crepiniano, a Sixto y Sinicio.
El primer obispo históricamente documentado es Mercurio, cuyo nombre se encuentra entre las actas del pseudoconcilio de Colonia del año 346 durante el cual un grupo de obispos hizo suya la decisión del Concilio de Sárdica a favor de san Atanasio. Más conocidos son los santos obispos Principio, hermano de san Remigio de Reims y Lupo, su hijo, que participó en el Concilio de Orleans del año 511.
Augusta Suessionum, antigua Noviodunum, fue la capital y centro administrativo de la civitas Suessionum, en la provincia romana de la Galia Bélgica II, como atestigua la Notitia Galliarum de principios del siglo V. Desde el punto de vista religioso, así como civil, Soissons dependía de la provincia eclesiástica de la arquidiócesis de Reims, sede metropolitana provincial.
En la Alta Edad Media, Soissons fue la sede de algunos importantes concilios de la Iglesia de Francia, presididos por los reyes carolingios: en 744 en presencia de Pipino el Breve, en 853 con Carlos el Calvo y en 858 con Luis el Germánico. Otros concilios se celebraron en la Edad Media, concretamente en 1121 (o 1122), en 1155 y en 1201.
A principios del siglo XII, dos agricultores de Bucy-le-Long, Clément y Everard, comenzaron a predicar en polémica con el clero, reuniendo a su alrededor una multitud de prosélitos. Creían que la naturaleza humana de Cristo era inmaterial, negaban el bautismo infantil y rechazaban el matrimonio y las relaciones sexuales. El obispo los sometió a la ordalía del agua bendita: Clément no pasó la prueba, mientras Everard se convertía y abjuraba, pero en 1114, mientras el obispo estaba ausente, el pueblo los sacó de la prisión y los condenó a la hoguera.
En 1176, en tiempos del obispo Nivelon de Quierzy, se inició la construcción de la actual catedral de Soissons, que fue terminada tres siglos después; su consagración se celebró el 5 de abril de 1479.
Durante el Antiguo Régimen los obispos de Soissons tenían el privilegio de ungir al rey de Francia durante la ceremonia de coronación, reemplazando a los arzobispos de Reims en el caso de que esa sede quedara vacante. Este privilegio surgió del hecho de que Soissons ocupaba el segundo lugar en la provincia eclesiástica de Reims.
El seminario diocesano fue establecido por el obispo Charles de Bourlon en 1668. Inicialmente confiado al clero secular, a partir de 1675 fue entregado a los oratorianos. Confiscado en 1792, el seminario "San Carlos", donde había servido de hospital militar, recuperó su antiguo uso en 1814.
La antigua diócesis estaba limitada entre las diócesis de Noyon, Laón, Reims, Châlons, Troyes, Meaux, Senlis y Beauvais. Al inicio de la Revolución francesa había más de 400 parroquias, 8 colegiatas, 25 abadías y un elevado número de comunidades religiosas. El territorio estaba dividido en 4 arcedianatos (Soissons, La Rivière, Brie y Tardenois) y 18 decanatos.
Tras el concordato con la bula Qui Christi Domini del papa Pío VII del 29 de noviembre de 1801, la diócesis quedó incluida dentro de los límites del departamento de Aisne. Para ello incorporó la mayor parte del territorio de la suprimida diócesis de Laón, partes más pequeñas de las diócesis de Noyon (los Vermandois) y de Cambrai, y algunas parroquias de las diócesis de Meaux, Reims y Troyes; y al mismo tiempo cedió partes del antiguo territorio a las diócesis de Beauvais, Meaux, Reims y Châlons. Con la misma bula, Soissons fue nombrada sufragánea de la arquidiócesis de París.
En 1817 un proyecto de restauración de la diócesis de Laón, con el territorio separado de la de Soissons, no llegó a buen término, y Soissons mantuvo intacto su territorio actual.
El 6 de octubre de 1822, como consecuencia de la bula Paternae charitatis del papa Pío VII, volvió a ser sufragánea de la arquidiócesis de Reims.
El 13 de junio de 1828 el papa León XII, con la bula Inter caeteras, permitió a los obispos de Soissons añadir a su título el de obispos de Laón.
El 11 de junio de 1901 el papa León XIII mediante el decreto Reverendi domini concedió también a los obispos el título de obispo de San Quintín, ciudad identificada con la sede original de los obispos de la civitas Veromandensis, en el origen de la diócesis de Noyon.

## Estadísticas
Según el Anuario Pontificio 2023 la diócesis tenía a fines de 2022 un total de 386 000 fieles bautizados.
| Año                                                                             | Población            | Población | Población      | Sacerdotes | Sacerdotes    | Sacerdotes    | Bautizados por sacerdote | Diáconos permanentes | Religiosos | Religiosos | Parroquias |
| Año                                                                             | Bautizados católicos | Total     | % de católicos | Total      | Clero secular | Clero regular | Bautizados por sacerdote | Diáconos permanentes | Varones    | Mujeres    | Parroquias |
| ------------------------------------------------------------------------------- | -------------------- | --------- | -------------- | ---------- | ------------- | ------------- | ------------------------ | -------------------- | ---------- | ---------- | ---------- |
| 1948                                                                            | 423 000              | 453 000   | 93.4           | 507        | 481           | 26            | 834                      |                      | 44         | 515        | 578        |
| 1970                                                                            | ?                    | 526 346   | ?              | 399        | 375           | 24            | ?                        |                      | 39         | 422        | 578        |
| 1980                                                                            | 453 000              | 537 000   | 84.4           | 308        | 297           | 11            | 1470                     |                      | 30         | 364        | 578        |
| 1990                                                                            | 479 000              | 563 000   | 85.1           | 214        | 205           | 9             | 2238                     |                      | 14         | 291        | 577        |
| 1999                                                                            | 450 000              | 537 259   | 83.8           | 152        | 143           | 9             | 2960                     | 7                    | 9          | 222        | 43         |
| 2000                                                                            | 430 000              | 535 842   | 80.2           | 147        | 138           | 9             | 2925                     | 7                    | 10         | 207        | 43         |
| 2001                                                                            | 425 000              | 535 489   | 79.4           | 135        | 126           | 9             | 3148                     | 10                   | 9          | 175        | 43         |
| 2002                                                                            | 410 000              | 535 489   | 76.6           | 127        | 119           | 8             | 3228                     | 10                   | 10         | 173        | 43         |
| 2003                                                                            | 405 000              | 535 489   | 75.6           | 123        | 114           | 9             | 3292                     | 10                   | 11         | 161        | 43         |
| 2004                                                                            | 390 000              | 535 489   | 72.8           | 116        | 109           | 7             | 3362                     | 10                   | 8          | 166        | 43         |
| 2010                                                                            | 397 187              | 548 017   | 72.5           | 100        | 89            | 11            | 3971                     | 18                   | 13         | 106        | 43         |
| 2014                                                                            | 404 400              | 559 000   | 72.3           | 87         | 75            | 12            | 4648                     | 24                   | 15         | 72         | 43         |
| 2017                                                                            | 388 800              | 539 783   | 72.0           | 71         | 58            | 13            | 5476                     | 24                   | 16         | 60         | 43         |
| 2020                                                                            | 384 500              | 534 490   | 71.9           | 73         | 53            | 20            | 5267                     | 25                   | 23         | 52         | 47         |
| 2022                                                                            | 386 000              | 536 136   | 72.0           | 69         | 53            | 16            | 5594                     | 25                   | 19         | 39         | 41         |
| Fuente: Catholic-Hierarchy, que a su vez toma los datos del Anuario Pontificio. |                      |           |                |            |               |               |                          |                      |            |            |            |

## Episcopologio
- San Diviziano † (fines del siglo III)
- Rufino †
- Filiano †
- Mercurio † (mencionado en 346)
- San Onesimo I †
- Vincenzo †
- Luberano †
- Onesimo II †
- San Edibio † (al tiempo de Atila)[nota 1]
- San Principio † (mencionado en 475 circa)
- San Lupo † (mencionado en 511)
- San Banderico † (primera mitad del siglo VI)
- Droctigisilo † (mencionado en 589)
- Anectario †
- Teobaldo I †
- Tondolfo †
- Landolfo †[nota 2]
- San Anserico † (antes de 614-después de 637/638)
- Bettoleno †[nota 3]
- San Drausio † (antes de 660-después de 667)
- Garimberto †
- San Adalberto † (mencionado en 683)
- San Gaudino †[nota 4]
- Macario †
- Galcoino †
- Gobaldo †
- Uberto †
- Maldaberto †
- Deodato I †[nota 5]
- Ildegodo o Ildingango † (mencionado en 762 circa)
- Rotado I † (antes de 814-después de 829)
- Rotado II † (circa 832-862 depuesto)
- Engelmodo † (862-865)
- Rotado II † (865-después del 30 de abril de 869) (por segunda vez)
- Ildebaldo † (antes del 25 de junio de 870-después de 883)
- Riculfo † (antes de 889-después de 900)
- Rodoino † (?-14 de enero de 906 o 907 falleció)
- Abbone † (antes de 909-21 de junio de 937 falleció)
- Guido d'Anjou † (937-circa de julio de 972 falleció)
- Guido d'Amiens † (antes de diciembre de 972-fines de 995 falleció)
- Foulques † (circa 996-6 de agosto de 1019 falleció)
- Déodat II † (1019-31 de diciembre de 1020 falleció)
- Bérold † (1021-27 de octubre de 1052 falleció)
- Heddo † (1053-21 de junio de 1063 falleció)
- Adélard † (1064-1072 falleció)
- Thibaut de Pierrefonds † (1072-enero de 1080 falleció)
- Ursion † (1080-1081 depuesto)
- San Arnolfo de Soissons † (1081-15 de agosto de 1082 falleció)
- Ingelram † (mencionado en 1084)
- Hilgot † (1084-1087 renunció)
- Henri † (1088-circa 1090 renunció)
- Hugues de Pierrefonds † (marzo de 1093-30 de enero de 1103 falleció)
- Manasses de Soissons † (1103-1 de marzo de 1108 falleció)
- Liziard de Crépy † (1108-18 de octubre de 1126 falleció)
- Josselin de Vierzy † (1126-24 de octubre de 1152 falleció)
- Anscoul de Pierrefonds † (diciembre de 1152-19 de septiembre de 1158 falleció)
- Hugues de Chamfleury † (1159-4 de septiembre de 1175 falleció)
- Nivelon de Quierzy † (1176-14 de septiembre de 1207 falleció) [nota 6]
- Aymard de Provins † (julio de 1208-20 de mayo de 1219 falleció)
- Jacques de Bazoches † (julio de 1219-8 de julio de 1242 falleció)
- Raoul de Coudun † (antes de 1244-6 de diciembre de 1245 falleció)
- Guy de Châteauporcien † (diciembre de 1245-1250 renunció)
- Nivelon de Bazoches † (8 de enero de 1252-10 de febrero de 1262 falleció)
- Milon de Bazoches † (1262-24 de septiembre de 1290 falleció)
- Gérard de Montcornet † (23 de marzo de 1292-1296 falleció)
- Guy de La Charité † (30 de julio de 1296-8 de julio de 1313 falleció)
- Gérard de Courtonne † (27 de agosto de 1313-27 de octubre de 1331 falleció)
- Pierre de Chappes † (13 de noviembre de 1331-septiembre de 1349 falleció)
- Guillaume Bertrand de Colombier † (31 de octubre de 1349-15 de mayo de 1362 falleció)
- Simon de Bucy † (10 de junio de 1362-14 de octubre de 1404 falleció)
- Victor de Camerin, O.E.S.A. † (20 de octubre de 1405-13 de enero de 1414 falleció)
- Nicolas Graibert † (11 de febrero de 1414-noviembre de 1422 falleció)
- Renaud de Fontaines † (8 de enero de 1423-5 de septiembre de 1442 falleció)
- Jean Milet † (15 de febrero de 1443-1 de abril de 1503 falleció)
- Claude de Louvain † (24 de abril de 1503-18 de agosto de 1514 nombrado obispo de Sisteron)
- Foucault de Bonneval † (18 de agosto de 1514-1 de julio de 1528 nombrado obispo de Bazas)
- Symphorien de Bullioud † (1 de julio de 1528-5 de enero de 1534 falleció)
- Mathieu de Longuejoue † (6 de febrero de 1534-6 de septiembre de 1557 falleció)
- ChArlés de Roucy † (15 de diciembre de 1557-6 de octubre de 1585 falleció)
- Jérôme Hennequin † (17 de agosto de 1587-10 de marzo de 1619 falleció)
- ChArlés de Hacqueville † (12 de agosto de 1619-27 de febrero de 1623 falleció)
- Simon Legras † (16 de septiembre de 1624-28 de octubre de 1656 falleció)
- ChArlés de Bourlon † (28 de octubre de 1656 por sucesión-26 de octubre de 1685 falleció)
  - Sede vacante (1685-1691)
  - Pierre-Daniel Huet † (13 de noviembre de 1685-1691 renunció)[nota 7] (obispo electo)
- Fabius Brulart de Sillery † (21 de enero de 1692-20 de noviembre de 1714 falleció)
- Jean-Joseph Languet de Gergy † (29 de mayo de 1715-9 de abril de 1731 nombrado arzobispo de Sens)
- ChArlés-François Le Févre de Laubriéres † (17 de diciembre de 1731-25 de diciembre de 1738 falleció)
- François de Fitz-James † (4 de mayo de 1739-19 de julio de 1764 falleció)
- Henri-Joseph-Claude de Bourdeilles † (17 de diciembre de 1764-1801 renunció)
- Jean-Claude Leblanc de Beaulieu † (9 de abril de 1802-1820 renunció)[nota 8]
- Guillaume-Aubin de Villèle † (28 de agosto de 1820-21 de marzo de 1825 nombrado arzobispo de Bourges)
- Jules-François de Simony † (21 de marzo de 1825-31 de mayo de 1847 renunció)
- Paul-Armand-Ignace-Anaclet Cardon de Garsignies † (17 de enero de 1848-6 de diciembre de 1860 falleció)
- Jean-Joseph Christophe † (18 de marzo de 1861-10 de agosto de 1863 falleció)
- Jean-Pierre-Jacques Dours † (21 de diciembre de 1863-17 de mayo de 1876 renunció)
- Odon Thibaudier † (26 de junio de 1876-14 de febrero de 1889 nombrado arzobispo de Cambrai)
- Jean-Baptiste-Théodore Duval † (30 de diciembre de 1889-23 de agosto de 1897 falleció)
- Augustin-Victor Deramecourt † (24 de marzo de 1898-16 de septiembre de 1906 falleció)
- Pierre-Louis Péchenard † (13 de enero de 1907-27 de mayo de 1920 falleció)
- ChArlés-Henri-Joseph Binet † (16 de junio de 1920-31 de octubre de 1927 nombrado arzobispo de Besanzón)
- Ernest-Victor Mennechet † (2 de marzo de 1928-2 de junio de 1946 falleció)
- Pierre-Auguste-Marie-Joseph Douillard † (17 de febrero de 1947-22 de mayo de 1963 renunció[nota 9])
- Alphonse-Gérard Bannwarth † (22 de mayo de 1963-13 de febrero de 1984 retirado)
- Daniel Camille Victor Marie Labille † (16 de febrero de 1984-25 de marzo de 1998 nombrado obispo de Créteil)
- Marcel Paul Herriot † (29 de abril de 1999-22 de febrero de 2008 renunció)
- Hervé Giraud (22 de febrero de 2008 por sucesión-5 de marzo de 2015 nombrado arzobispo de Sens y prelado de la Misión de Francia o de Pontigny)[nota 10]
- Renauld de Dinechin, desde el 30 de octubre de 2015